# Sierndorf
Sierndorf ist eine Marktgemeinde im Bezirk Korneuburg in Niederösterreich mit 3985 Einwohnern (Stand 1. Jänner 2025).

## Geografie

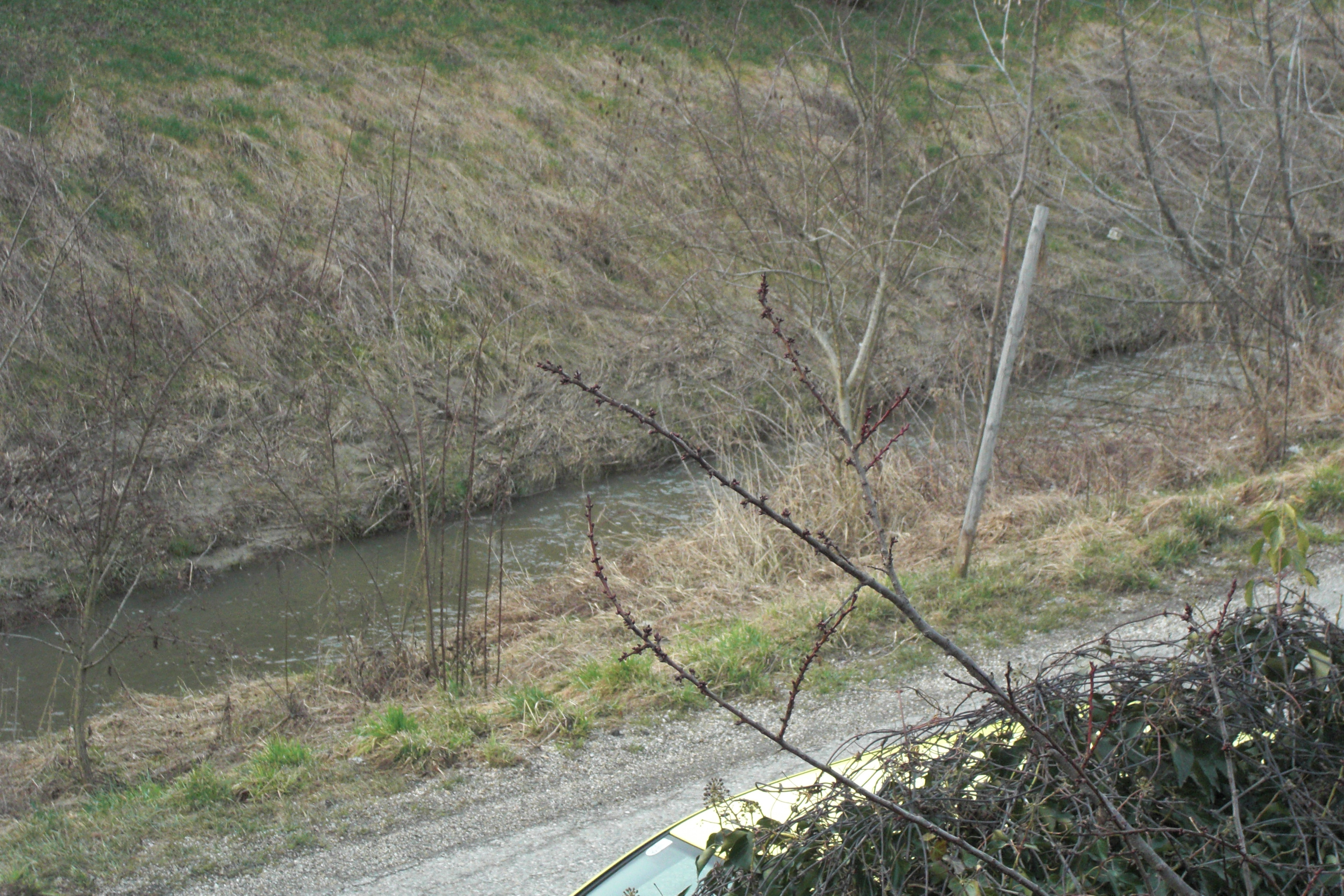
Der Göllersbach durchfließt Sierndorf.

Sierndorf liegt im Weinviertel in Niederösterreich. Die Fläche der Marktgemeinde umfasst 55,07 Quadratkilometer. 3,03 Prozent der Fläche sind bewaldet.
Das größte Gewässer ist der Göllersbach, der das Gemeindegebiet von Norden nach Süden durchfließt. Aus Gründen des Hochwasserschutzes wurde er in den 1960er Jahren über weite Strecken begradigt. Die wichtigsten Nebenbäche sind der Ringendorfer Graben und der Silberbach (Parschenbrunner Bach).

### Gemeindegliederung
Das Gemeindegebiet umfasst folgende neun Katastralgemeinden (in Klammern Einwohnerzahl Stand 1. Jänner 2025):
- Höbersdorf (370)
- Oberhautzental (250)
- Obermallebarn (260)
- Oberolberndorf (418)
- Senning (361)
- Sierndorf (1533)
- Unterhautzental (293)
- Untermallebarn (309)
- Unterparschenbrunn (191)

### Nachbargemeinden
|            | Göllersdorf (Bez. Hollabrunn)               | Großmugl         |
| Rußbach    | Kompassrose, die auf Nachbargemeinden zeigt | Niederhollabrunn |
| Hausleiten | Stockerau                                   | Leitzersdorf     |

## Geschichte
Ein bedeutender Münzfund aus Höbersdorf aus dem 17. Jahrhundert wird im Museum Stockerau aufbewahrt. 1717 erhielt Sierndorf das Marktrecht.

### Bevölkerungsentwicklung
| Sierndorf: Einwohnerzahlen von 1869 bis 2025        | Sierndorf: Einwohnerzahlen von 1869 bis 2025 | Sierndorf: Einwohnerzahlen von 1869 bis 2025 | Sierndorf: Einwohnerzahlen von 1869 bis 2025 | Sierndorf: Einwohnerzahlen von 1869 bis 2025 |
| --------------------------------------------------- | -------------------------------------------- | -------------------------------------------- | -------------------------------------------- | -------------------------------------------- |
| Jahr                                                |                                              |                                              |                                              | Einwohner                                    |
| 1869                                                | 1869                                         |                                              | 2.639                                        | 2.639                                        |
| 1880                                                | 1880                                         |                                              | 2.805                                        | 2.805                                        |
| 1890                                                | 1890                                         |                                              | 3.137                                        | 3.137                                        |
| 1900                                                | 1900                                         |                                              | 3.139                                        | 3.139                                        |
| 1910                                                | 1910                                         |                                              | 3.033                                        | 3.033                                        |
| 1923                                                | 1923                                         |                                              | 2.995                                        | 2.995                                        |
| 1934                                                | 1934                                         |                                              | 2.876                                        | 2.876                                        |
| 1939                                                | 1939                                         |                                              | 3.021                                        | 3.021                                        |
| 1951                                                | 1951                                         |                                              | 2.735                                        | 2.735                                        |
| 1961                                                | 1961                                         |                                              | 2.502                                        | 2.502                                        |
| 1971                                                | 1971                                         |                                              | 2.413                                        | 2.413                                        |
| 1981                                                | 1981                                         |                                              | 2.589                                        | 2.589                                        |
| 1991                                                | 1991                                         |                                              | 2.786                                        | 2.786                                        |
| 2001                                                | 2001                                         |                                              | 3.132                                        | 3.132                                        |
| 2011                                                | 2011                                         |                                              | 3.619                                        | 3.619                                        |
| 2021                                                | 2021                                         |                                              | 3.958                                        | 3.958                                        |
| 2025                                                | 2025                                         |                                              | 3.985                                        | 3.985                                        |
| Quelle(n): Statistik Austria, Gebietsstand 1.1.2021 |                                              |                                              |                                              |                                              |

Die Gemeinde hat seit den 1970er Jahren ein starkes Wachstum. Dies ist in den letzten Jahrzehnten auf eine positive Geburtenbilanz kombiniert mit einem starken Zuzug zurückzuführen. So war von 2001 bis 2011 die Geburtenbilanz +56 und die Wanderungsbilanz +431.

## Kultur und Sehenswürdigkeiten

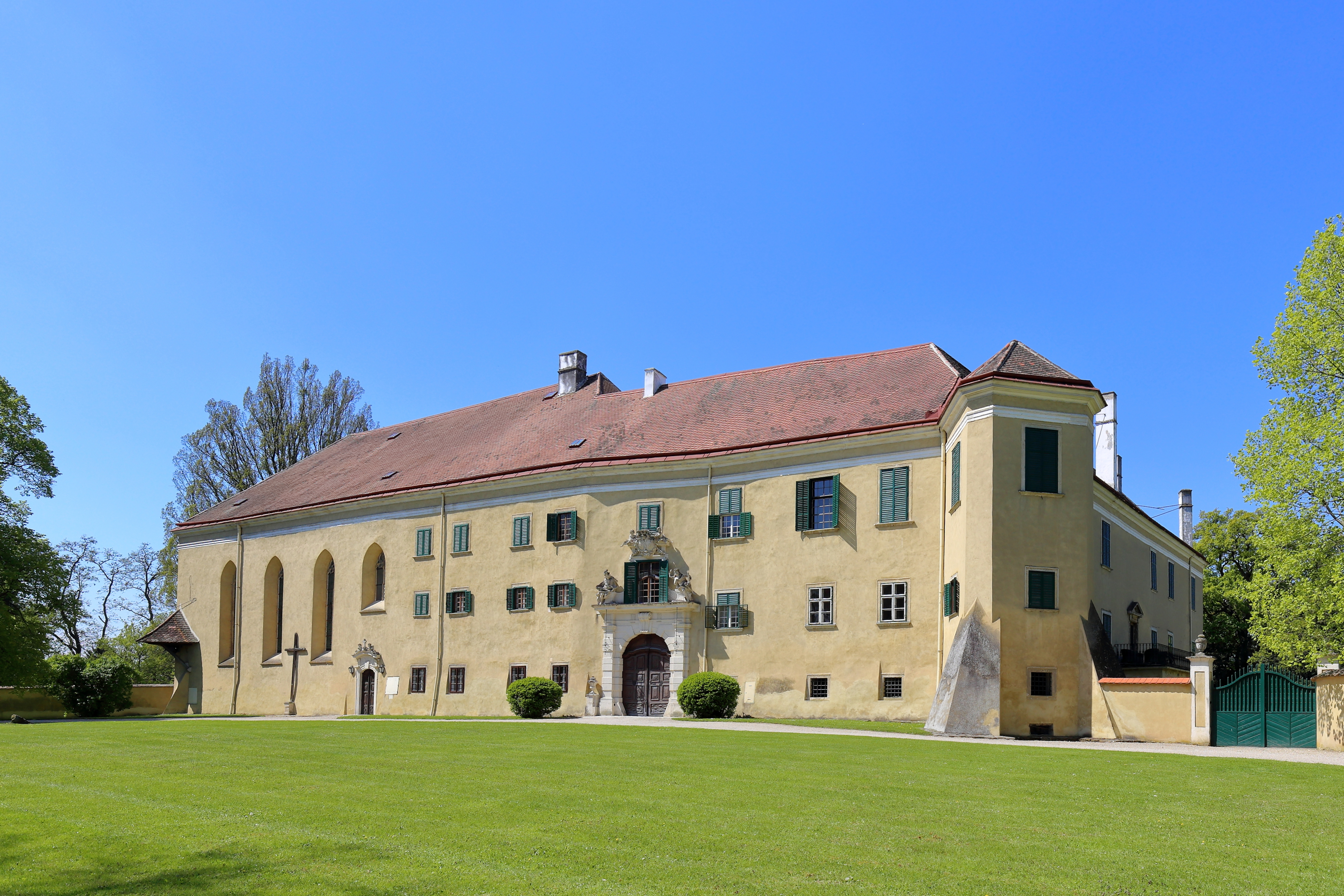
Schloss Sierndorf

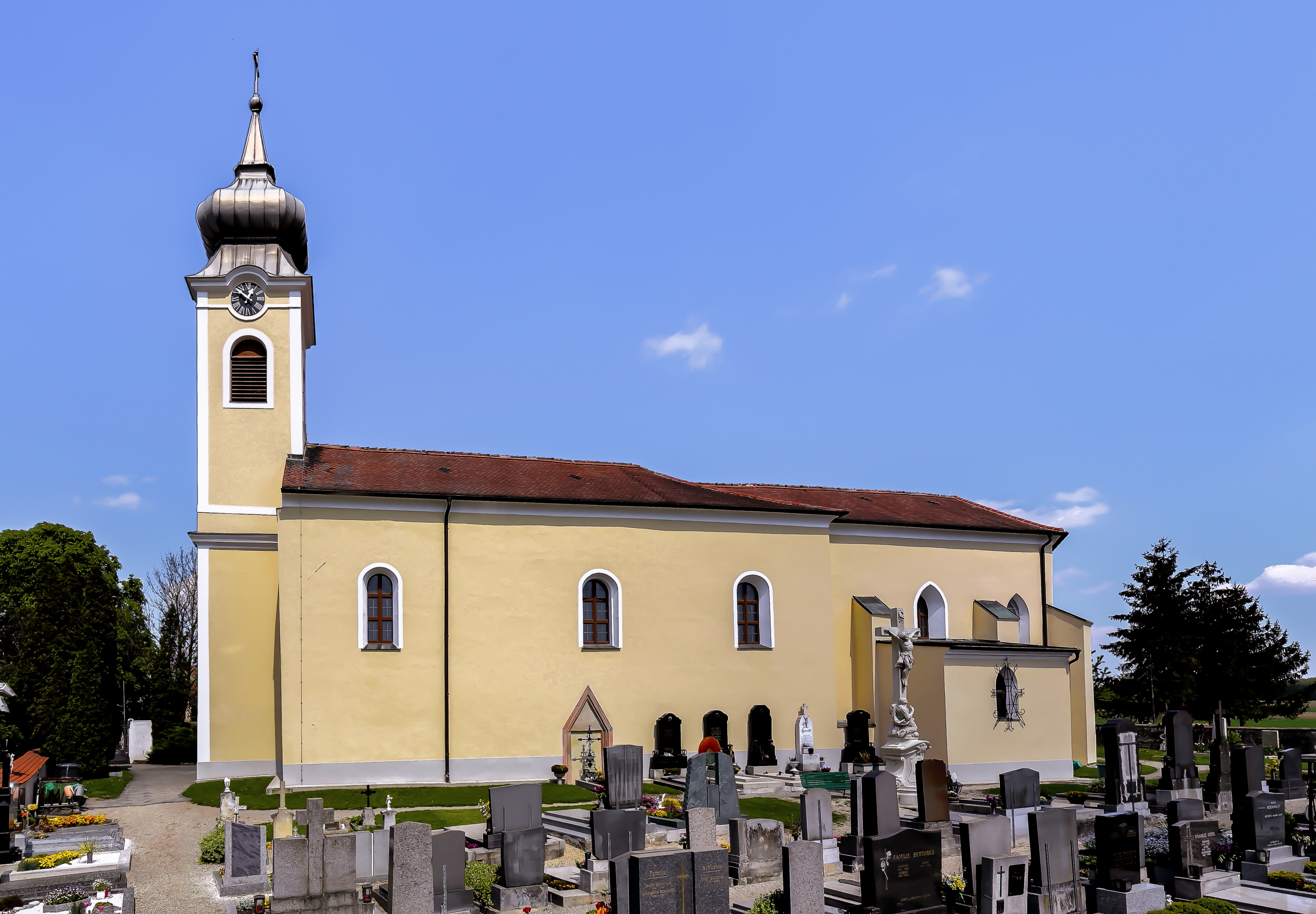
Pfarrkirche Senning

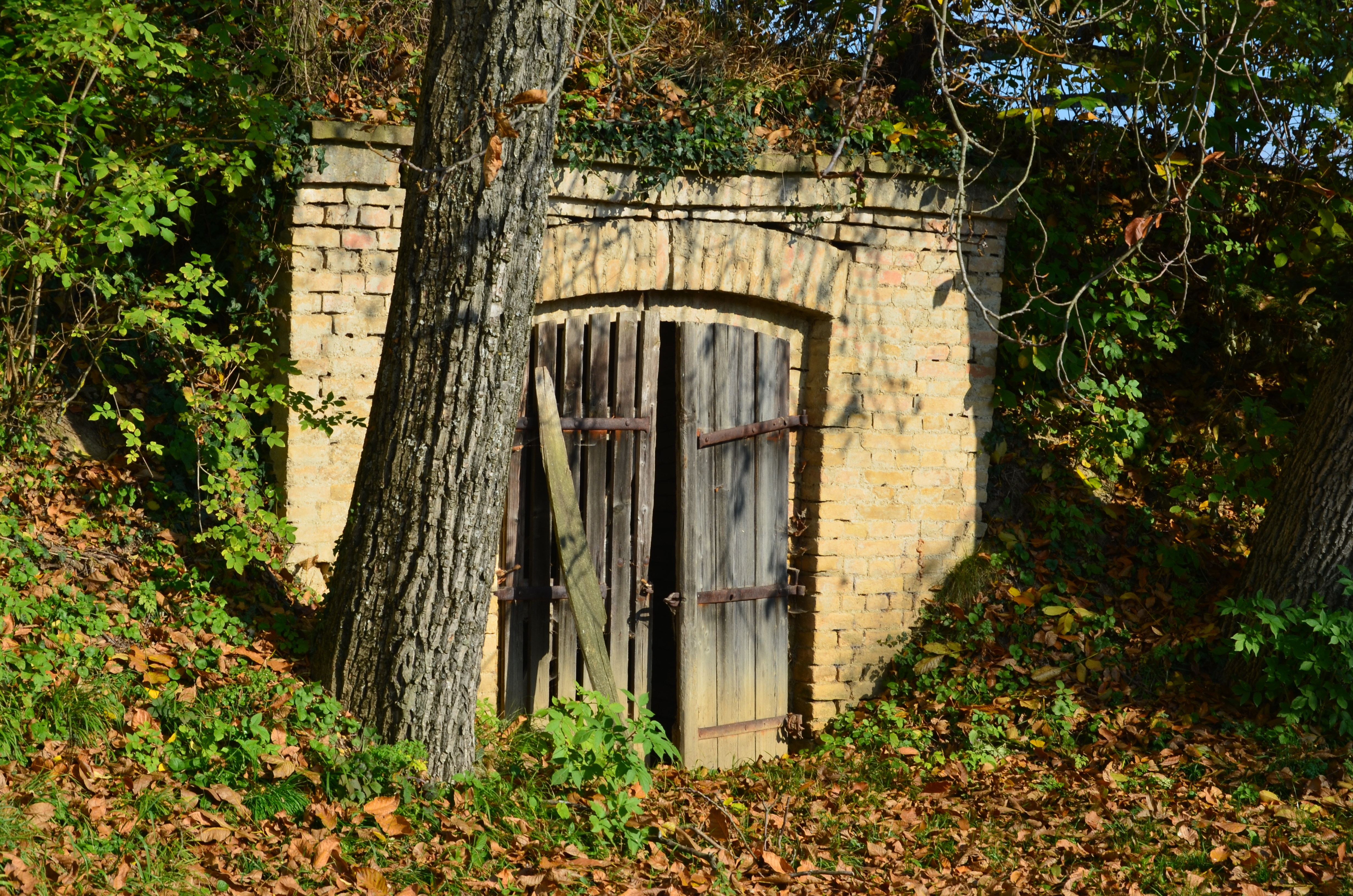
Kellergasse Unterparschenbrunn

- Schloss Sierndorf[6][7] seit 1756 im Besitz der Grafen Colloredo
- Katholische Pfarrkirche Sierndorf Mariä Geburt, ehemalige Schlosskapelle
- Katholische Pfarrkirche Höbersdorf hl. Johannes der Täufer
- Katholische Pfarrkirche Obermallebarn Hll. Dreifaltigkeit
- Katholische Pfarrkirche Senning hl. Pankratius
- Katholische Wallfahrtskirche Oberhautzental Mariä Himmelfahrt
- Pestsäule

- Thomasch-Archiv: Ein kleines Museum mit unregelmäßigen Öffnungszeiten. Oft stehen hier Ausstellungsstücke aus Porzellan oder anderen Materialien zum Verkauf.

## Wirtschaft und Infrastruktur
Nichtlandwirtschaftliche Arbeitsstätten gab es im Jahr 2001 82, land- und forstwirtschaftliche Betriebe nach der Erhebung 1999 154. Die Zahl der Erwerbstätigen am Wohnort betrug nach der Volkszählung 2001 1598. Die Erwerbsquote lag 2001 bei 52,13 Prozent.
- Gewerbe: In der Marktgemeinde sind insgesamt 18 gewerbliche Firmen ansässig.
- Industrie: Das am Rande des Dorfes liegende Industrieviertel besteht aus einer Schleifmaschinenfabrik sowie einigen Kleinunternehmen. Im 17 Hektar großen Betriebsgebiet ist derzeit die Straßenmeisterei der Landesstraßenverwaltung, die Firmen Nievelt und Youngtimer ansässig.
- Direktvermarktung: Es gibt neun Betriebe, die Direktvermarktung in der Marktgemeinde betreiben. Die meisten sind Bauernhöfe, darunter eine Imkerei und eine Schweinezucht.
- Gastronomie: Es gibt insgesamt 9 gastronomische Betriebe, 6 davon sind Heuriger mit saisonregelmäßigen Ausschank-Angeboten, 2 davon Gasthöfe und ein Betrieb ist eine Imbissbude.
- Medizinische Versorgung: Gemeindearzt mit einer Apotheke im Anschluss. Weiters gibt es eine Tierarztpraxis, einen Zahnarzt sowie einen Orthopäden.
- Medien / Gemeindekurier: Die Sierndorfer Gemeinde führt eine eigene Zeitung („Gemeindekurier“), in welcher die Ereignisse rund um Sierndorf zu finden sind. Bis 2008 war der Gemeindekurier im Druck nur Schwarzweiß, danach war das Titelblatt in Farbe, seit 2014 wird der Gemeindekurier in Farbe und seit 2015 auf Recyclingpapier gedruckt.

### Ansässige Unternehmen

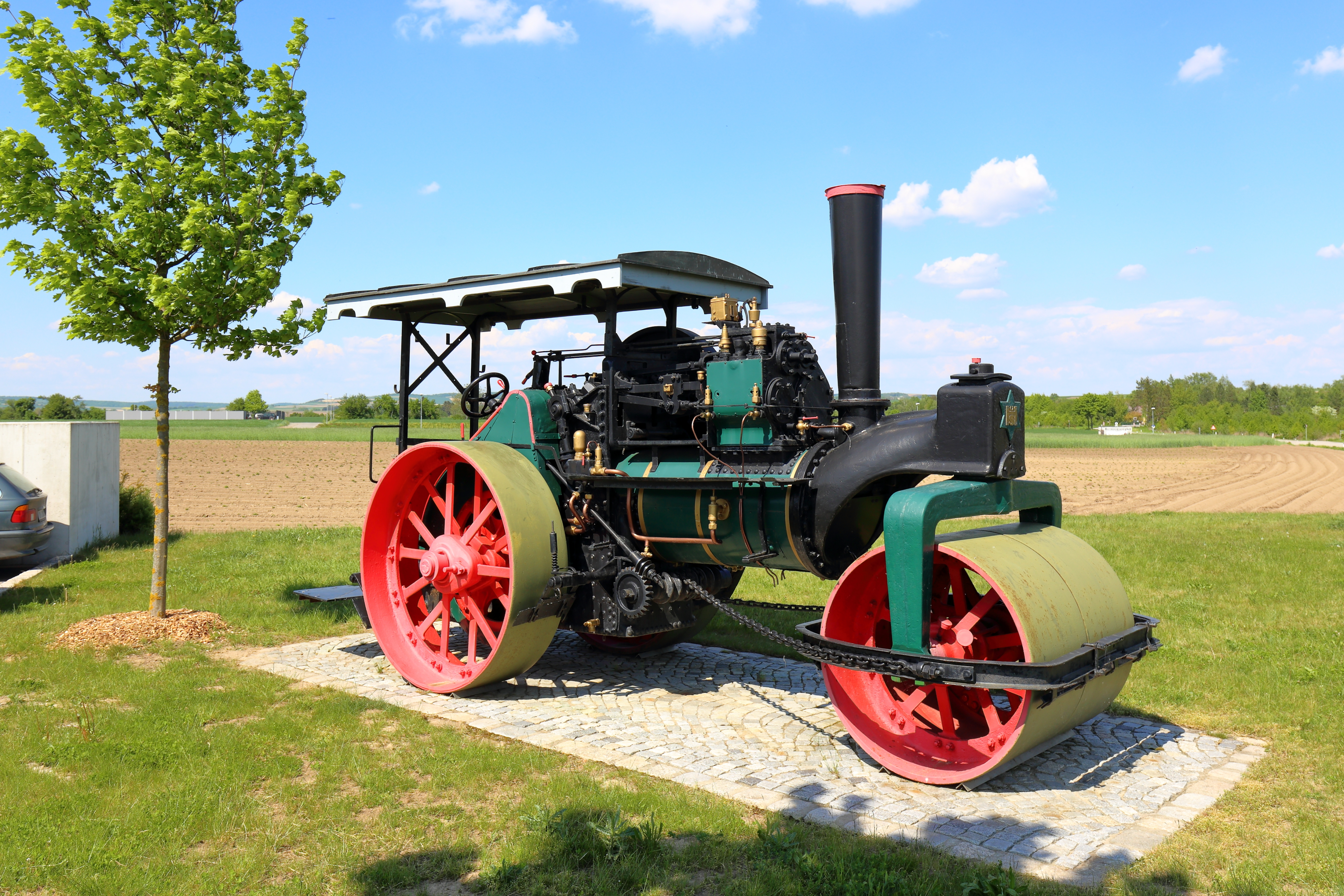
Straßenwalze (Bj. 1928) vor der Straßenmeisterei Sierndorf

In Sierndorf befinden sich die Assmann-Mühle, die Tischlerei Arnauer sowie zahlreiche KMUs. Einkaufsmöglichkeiten bieten die Fleischerei Eckerl sowie die Nah & Frisch Kastner die eng beieinander im Ortskern liegen. Alle Unternehmen der Großgemeinden sind in den „Sierndorfer Gelben Seiten“ gelistet.
Im Jahr 2011 wurde die um rund 5,9 Millionen Euro neu errichtete Straßenmeisterei Sierndorf eröffnet. Rund 50 Mitarbeiter der Straßenmeisterei betreuen etwa 220 Kilometer Landesstraße in acht Gemeinden mit insgesamt 38 Katastralgemeinden. Neben dem Parkplatz der Straßenmeisterei ist eine Henschel & Sohn-Straßenwalze (Fab.-Nr. 1026, Bj. 1928) aufgestellt.

### Sicherheit
- Für den Brandschutz und die allgemeine Hilfe sorgen acht Freiwillige Feuerwehren in den einzelnen Orten. In Sierndorf selbst ist auch ein Löschwasserteich vorhanden.

### Bildung
- zwei Kindergärten (einer davon in Höbersdorf)
- Volksschule
- Bibliothek
- Musikschule

### Freizeit
Neben den Sport-Kulturvereinen bieten das Erholungszentrum beim Teich, der Schlosspark, sowie die Radroute Sierndorf Entspannungsmöglichkeiten in der freien Natur.

### Vereine
In Sierndorf finden sich zahlreiche Sportvereine, darunter der Tennisverein, der Union Stockclub Sierndorf und der Tischtennisverein. In der Nähe des Erholungszentrums befinden sich neben der Sportanlage des Fußballvereins, ein Streetsoccerplatz und ein Skaterplatz.

## Politik

### Gemeinderat
Der Gemeinderat hat 23 Mitglieder.
- Mit den Gemeinderatswahlen 1971 hatte der Gemeinderat folgende Verteilung: 15 ÖVP und 4 SPÖ. (19 Mitglieder)[4]
- Mit den Gemeinderatswahlen in Niederösterreich 1975 hatte der Gemeinderat folgende Verteilung: 17 ÖVP und 4 SPÖ. (21 Mitglieder)[4]
- Mit den Gemeinderatswahlen in Niederösterreich 1980 hatte der Gemeinderat folgende Verteilung: 17 ÖVP und 4 SPÖ.[4] (21 Mitglieder)
- Mit den Gemeinderatswahlen in Niederösterreich 1985 hatte der Gemeinderat folgende Verteilung: 17 ÖVP und 4 SPÖ.[4] (21 Mitglieder)
- Mit den Gemeinderatswahlen in Niederösterreich 1990 hatte der Gemeinderat folgende Verteilung: 16 ÖVP, 4 SPÖ und 1 FPÖ.[4] (21 Mitglieder)
- Mit den Gemeinderatswahlen in Niederösterreich 1995 hatte der Gemeinderat folgende Verteilung: 15 ÖVP, 4 SPÖ und 2 FPÖ.[9] (21 Mitglieder)
- Mit den Gemeinderatswahlen in Niederösterreich 2000 hatte der Gemeinderat folgende Verteilung: 17 ÖVP, 3 SPÖ und 1 FPÖ.[10] (21 Mitglieder)
- Mit den Gemeinderatswahlen in Niederösterreich 2005 hatte der Gemeinderat folgende Verteilung: 16 ÖVP, 5 SPÖ, 1 FPÖ und 1 Grüne.[11]
- Mit den Gemeinderatswahlen in Niederösterreich 2010 hatte der Gemeinderat folgende Verteilung: 18 ÖVP, 3 SPÖ und 2 FPÖ.[12]
- Mit den Gemeinderatswahlen in Niederösterreich 2015 hatte der Gemeinderat folgende Verteilung: 14 ÖVP, 3 BGS (Bürgerliste Großgemeinde Sierndorf), 2 FPÖ, 2 Grüne und 2 SPÖ.[13]
- Mit den Gemeinderatswahlen in Niederösterreich 2020 hat der Gemeinderat folgende Verteilung: 14 ÖVP, 4 BGS (Bürgerliste Großgemeinde Sierndorf), 2 FPÖ, 2 Grüne und 1 SPÖ.[14]
- Mit den Gemeinderatswahlen in Niederösterreich 2025 hat der Gemeinderat folgende Verteilung: 14 ÖVP, 4 BGS (Bürgerliste Großgemeinde Sierndorf), 2 FPÖ, 2 SPÖ und 1 Grüne.[15]

### Bürgermeister
- 1970–1985 Franz Mahrer (ÖVP)[4]
- 1985–2000 Gottfried Rauscher (ÖVP)[4]
- 2000–2013 Gottfried Lehner (ÖVP)[4]
- 2013–2021 Gottfried Muck (ÖVP)[16]
- seit 2021 Ernst Kreuzinger (ÖVP)

## Persönlichkeiten

### Söhne und Töchter
- Adam Dwerditsch (1715–1778), zwischen 1775 und 1778 Weihbischof in der Erzdiözese Wien
- Chris Canis (bürgerlich Christoph Hahn; * 14. August 1984 in Tulln), Musiker und Schriftsteller

### Personen mit Bezug zur Gemeinde
- Werner Vogt (1938–2023), österreichischer Chirurg und Ombudsmann